# 梅連齊
50°1′5″N 27°54′11″E / 50.01806°N 27.90306°E
梅連齊（烏克蘭語：Меленці）是烏克蘭北部的村莊，隸屬日托米爾州的日托米爾區。該村面積18.05平方公里，海拔高度274米，2001年人口389，人口密度每平方公里21.55人。